# Montánchez (kommunhuvudort)
Montánchez är en kommunhuvudort i Spanien.   Den ligger i provinsen Provincia de Cáceres och regionen Extremadura, i den centrala delen av landet, 250 km sydväst om huvudstaden Madrid. Montánchez ligger 709 meter över havet och antalet invånare är 2 017.
Terrängen runt Montánchez är platt åt nordväst, men åt sydost är den kuperad. Montánchez ligger uppe på en höjd. Runt Montánchez är det ganska glesbefolkat, med 21 invånare per kvadratkilometer. Närmaste större samhälle är Alcuéscar, 8,5 km sydväst om Montánchez. Trakten runt Montánchez består i huvudsak av gräsmarker.